# Disteniazteca fimbriata
Disteniazteca fimbriata là một loài bọ cánh cứng trong họ Cerambycidae.